# French Passage
Die French Passage (englisch, in Argentinien Pasaje Francés, in Chile Paso Francés) ist ein Seeweg durch den Wilhelm-Archipel vor der Westküste der Antarktischen Halbinsel. In nordwest-südöstlicher Richtung führt er vorbei an der Petermann-Insel, den Stray Islands, den Vedel-Inseln und den Myriad Islands im Norden hin zu den Argentinischen Inseln, den Anagram Islands, den Roca-Inseln und den Cruls-Inseln im Süden.
Die Benennung durch Teilnehmer der British Graham Land Expedition (1934–1937) erfolgte in Anerkennung an die Leistung der Fünften Französischen Antarktisexpedition (1908–1910) unter der Leitung des Polarforschers Jean-Baptiste Charcot, die mit dem Schiff Pourquoi Pas ? die Passage erstmals befuhr.